# Lise Meitner
Lise Meitner (Beč, 7. studenog 1878. – Cambridge, 27. listopada 1968.), austrijsko-švedska fizičarka. Tetka Otta Roberta Frischa. Studirala u Beču kod Ludwiga Boltzmanna i u Berlinu kod Maxa Plancka, doktorirala (1905.) na Sveučilištu u Beču. Profesorica na Sveučilištu u Berlinu (od 1926. – do 1933.), emigrirala 1938. prvo u Dansku, a potom u Švedsku, od 1946. profesorica na Sveučilištu u Stockholmu. Bavila se nuklearnom fizikom i radiokemijom. S Ottom Hahnom otkrila prvi izotop protaktinija dugog vremena poluraspada (1917.). Godine 1925. teorijski je dokazala da je gama-zračenje povezano s promjenama u atomskoj jezgri, a 1933. prva je objavila da se od gama-zračenja oblikuju parovi elektrona i pozitrona. S Frischom, služeći se Bohrovom predodžbom o atomskoj jezgri, pridonijela je 1939. razjašnjenju cijepanja uranijeve jezgre. L. Meitner dala je tumačenje te nuklearne reakcije i nazvala ju nuklearna fisija. Članica Kraljevske švedske akademije znanosti od 1951. Po njoj je nazvan kemijski element meitnerij, krateri na Mjesecu i Veneri (Meitner) i planetoid (6999 Meitner).

## Životopis
Lise je rođena kao 8 dijete u židovskoj obitelji u Beču. Unatoč protivljenju njezinih roditelja, išla je na Sveučilište u Beču i studirala znanost. Tu ju je podučavao istaknuti fizičar Ludwig Boltzmann. A 1905. godine postala je prva žena na sveučilištu koja je dobila diplomu iz fizike. Kasnije ide u Berlin da bi učila zajedno s Planckom i radila s Hahnom. Godine 1918. otkriva jedini dugovječni izotop elementa protaktinija.
Nakon otkrivanja neutrona došlo je do pitanja mogu li se umjetno stvoriti elementi teži od uranija. Tada je počela znanstvena utrka između Rutherforda u Britaniji, Irene Joliot-Curie u Francuskoj, Fermija u Italiji i Meitner-Hahn ekipe u Berlinu. Tada se mislilo da bi to otkriće moglo otkrivaču donijeti Nobela, no tada još nitko nije vjerovao da bi se to moglo iskoristiti u izgradnji nuklearnih oružja. 
Iako je i Lise zajedno s Hahnom radila na projektu nuklearne fisije, samo je Hahn dobio Nobelovu nagradu za kemiju 1944., unatoč širem mišljenju publike da je i Lise trebala dijeliti nagradu s njim. Ona je fizikalna objašnjenja o fisiji objavila zajedno sa svojim nećakom. 
Pošto su se ta saznanja mogla iskoristiti za izradu bombe, a bila su u nacisitičkim rukama, fizičari Leo Szilard, Edward Teller, i Eugene Wigner su stupili u akciju i nagovorili Einsteina da napiše pismo upozorenja tadašnjem predsjedniku Rooseveltu. To je dovelo do osnivanja projekta Manhattan. Lise je na to odgovorila:

## Nuklearna fisija
Kada se neutronom gađa atom litija, dolazi do pojedinačne transmutacije (pretvorbe) i na tome se sve prekida. Proces sam sebe ne podržava. Da izazovemo iduće pretvaranja, moramo ponovo gađati. Želimo li dakle praktično iskoristiti reakciju razbijanja jezgre i pri tom osloboditi nuklearnu energiju, mora se naći takav proces koji će sam sebe podržavati. Takav je na primjer slučaj kad hoćemo iskoristiti reakciju gorenja drveta. Komad drveta se zapali na jednom mjestu, i pošto je proces gorenja započeo, ne treba više držati šibicu jer se od zagrijavanja drveta na jednom mjestu pale i susjedni dijelovi. Proces gorenja se prenosi i širi sve dalje i dalje i podržava sam sebe. Jasno je da ne bismo mogli iskoristiti reakciju gorenja ako bismo svaki komadić drveta morali paliti posebnom šibicom. 
1939. su njemački fizičari O. Hahn i F. Strassmann, te I. Joliot-Curie i P. Savić u Francuskoj našli proces koji je sposoban održavati sam sebe i koji se razvija i teče kao lavina. Takav proces se zove nuklearna lančana reakcija. 
Bombardiranjem izotopa uranija-235 neutronima zbiva se ova pojava. Neutron koji je pogodio atomsku jezgru uranija ujedno je od jezgre apsorbiran i dolazi do procesa raspadanja kao u biologiji, to jest do diobe stanice. Takva je jezgra sada nestabilna i raspada se na dva jednaka dijela koji su potpuno drugi kemijski elementi, na primjer barij i kripton. Ovo cijepanje atomske jezgre na dva dijela zove se nuklearna fisija. Kod te lančane reakcije emitira se još nekoliko neutrona, od kojih svaki može ponovo izazvati diobu atomske jezgre na dva dijela. To nastaje kod svake diobe, te novi neutroni učestvuju u daljem procesu raspadanja (dezintegracije). Time se sam proces dalje razvija kao kod gorenja, odnosno eksplozije dinamita. Kod svakog tog raspadanja masa dobivenih produkata manja je od prijašnje mase zajedno s apsorbiranim neutronom. Dakle lančana reakcija je niz fisija, kod kojih jedna izaziva drugu.
No to se događa samo kod uranija atomske mase 235. Teškoća je i u tome što samo spori neutroni izazivaju lančanu reakciju. Da bismo usporili neutrone, puštemo ih kroz tvari male atomske mase koje ne upijaju neutrone. Atomi male atomske mase usporavaju neutrone zato što im neutroni predaju jedan dio svoje kinetičke energije, a ne odbijaju se od njih istom brzinom kao od atoma velike atomske mase. U tu svrhu služi teška voda i čisti grafit. Teška voda je spoj teškog vodika (deuterij) i kisika, a razlikuje se od obične vode u tome što vri kod 101,4 °C, a smrzava se kod 3,8 °C. Te tvari koje usporavaju neutrone zovu se moderatori ili usporivači neutrona. 
Osim toga za dobivanje lančanog procesa nije svejedno koliki će se komad uranija uzeti. Uzme li se manji komad, neutroni mogu izletjeti u vanjski prostor, a da na svojem putu ne sretnu druge uranijeve atomske jezgre. Da bi proces bio eksplozivan, to jest da bi nastala lavina, komad uranija ne smije biti manji od neke određene veličine. Ta najmanja masa kod koje se još zbiva lančani proces zove se kritična masa.

## Poveznice
- Majtnerij

## Vanjske poveznice
- A critical review of Patricia Rife's book from PhysicsWeb  Arhivirana inačica izvorne stranice od 22. veljače 2006. (Wayback Machine)
- Lise Meitner Online  Arhivirana inačica izvorne stranice od 1. siječnja 2007. (Wayback Machine)
- Annotated bibliography for Lise Meitner from the Alsos Digital Library for Nuclear Issues  Arhivirana inačica izvorne stranice od 12. ožujka 2019. (Wayback Machine)